# Benissanó
Benissanó és un municipi del País Valencià que es troba a la comarca del Camp de Túria. Limita amb Llíria i Benaguasil.

## Geografia
Situat al sud-est de la ciutat de Llíria, el terme del qual rodeja pels quatre punts cardinals. La superfície del terme és plana, llevat d'unes suaus ondulacions pel sector nord-est. El clima és temperat; els vents més freqüent són el ponent i el llevant; les pluges es produïxen a la tardor i primavera. El poble està situat en un altell, al costat de la carretera de València a Ademús.

## Història
Benissanó apareix esmentat per primera vegada al Llibre del Repartiment (1238) com una torre situada dins el terme de Llíria. Va ser un senyoriu particular, front a la vila de Llíria que era de realeng. Això va significar, a la llarga, la seua independència territorial. Pel fet de ser de domini senyorial s'hi van acollir diverses famílies musulmanes procedents de Llíria.
Cap al s. XV, els senyors de la torre la van ampliar, convertint-la en un castell o palau fortificat que ha perdurat fins a l'actualitat. També van encerclar la vila amb un mur que tenia tres portals: el de Llíria, el de València i el de Bétera, tots tres conservats i restaurats avui en dia. Al llarg de l'edat mitjana la vila hagué de patir diversos atacs de la veïna ciutat de Llíria, bé per causes religioses o socials (Guerra de les Germanies) o per qüestions d'ús de l'aigua de la Font de Sant Vicent.
Durant el regnat de Carles V es va hostatjar uns dies al castell de Benissanó el rei de França Francesc I, com a presoner de l'emperador, de camí cap a Madrid.
Amb el decret d'expulsió dels moriscos (1609), la vila va quedar deserta i els senyors locals iniciaren una nova repoblació amb cristians vells, avantpassats dels actuals veïns. Del dia 30 de maig de l'any 1612 data l'escriptura de població de Benissanó, rebuda pel notari de la ciutat de València Francesc Prancudo (escriptures de suplement de títols de propietat útil de terres en Benissanó atorgades pel notari de la ciutat de València Francesc Comes en 1752 - Arxiu de la família Canet-Oliag).

## Demografia
| 1990  | 1992  | 1994  | 1996  | 1998  | 2000  | 2002  | 2004  | 2005  | 2007  |
| ----- | ----- | ----- | ----- | ----- | ----- | ----- | ----- | ----- | ----- |
| 1.739 | 1.683 | 1.659 | 1.672 | 1.695 | 1.784 | 1.836 | 1.974 | 1.964 | 2.064 |

## Economia
La principal activitat econòmica de Benissanó és l'agricultura. En el regadiu, gràcies a l'ampliació de la distribució de les aigües del riu Túria, es cullen cítrics, cebes, cereals i hortalisses. Existix una cooperativa agrícola. També es cria bestiar caprí i porcí; i hi ha diverses granges avícoles. Funcionen fàbriques de material de construcció i de pinsos composts.

## Política i govern

### Composició de la Corporació Municipal
El Ple de l'ajuntament està format per 11 regidors. En les eleccions municipals de 26 de maig de 2019 foren elegits 7 regidors del Partit Socialista del País Valencià (PSPV-PSOE) i 4 del Partit Popular (PP).
| Eleccions municipals de 26 de maig de 2019 - Benissanó                                                                                    |                                          |                                     |                                     |        |          |          |
| Candidatura | Candidatura                              | Candidatura                         | Cap de llista                       | Vots   | Vots     | Regidors |
| | Partit Socialista del País Valencià-PSOE |                                     | Maria Amparo Navarro Bargues        | 876    | 62,80%   | 7 (+1)   |
| | Partit Popular                           |                                     | María Castellano Micó               | 457    | 32,76%   | 4 (-1)   |
| | Altres candidatures                      |                                     |                                     | 51     | 3,68%    | 0        |
| | Vots en blanc                            |                                     |                                     | 11     | 0,79%    |          |
| Total vots vàlids i regidors | Total vots vàlids i regidors             | Total vots vàlids i regidors        | Total vots vàlids i regidors        | 1.395  | 100 %    | 11       |
| | Vots nuls                                | Vots nuls                           | Vots nuls                           | 14     | 0,99%    |          |
| Participació (vots vàlids més nuls) | Participació (vots vàlids més nuls)      | Participació (vots vàlids més nuls) | Participació (vots vàlids més nuls) | 1.409  | 80,15%** |          |
| Abstenció | Abstenció                                | Abstenció                           | Abstenció                           | 349*   | 19,85%** |          |
| Total cens electoral | Total cens electoral                     | Total cens electoral                | Total cens electoral                | 1.758* | 100 %**  |          |
| Alcaldessa: Maria Amparo Navarro Bargues (PSPV) (15/06/2019) Per majoria absoluta dels vots dels regidors (7 vots de PSPV)                |                                          |                                     |                                     |        |          |          |
| Fonts: JEC, JEZ Llíria, Ministeri de l'Interior, Periòdic Ara. (* No són vots sinó electors. ** Percentatge respecte del cens electoral.) |                                          |                                     |                                     |        |          |          |

### Alcaldes
Des de 2015 l'alcaldessa de Benissanó és Maria Amparo Navarro Bargues (PSPV).
| Període                       | Alcalde o alcaldessa                                   | Partit polític | Data de possessió     | Observacions |
| ----------------------------- | ------------------------------------------------------ | -------------- | --------------------- | ------------ |
| 1979–1983                     | José Castellano Bolumar                                | CIB            | 19/04/1979            | --           |
| 1983–1987                     | Vicente Castellano Rioja                               | AP-PDP-UL-UV   | 28/05/1983            | --           |
| 1987–1991                     | Nadal Rioja García                                     | AP             | 30/06/1987            | --           |
| 1991–1995                     | Serafín Castellano Gómez                               | PP             | 15/06/1991            | --           |
| 1995–1999                     | Serafín Castellano Gómez                               | PP             | 17/06/1995            | --           |
| 1999–2003                     | Serafín Castellano Gómez María Isabel Castellano Brell | PP             | 03/07/1999 11/08/1999 | Dimissió --  |
| 2003–2007                     | María Isabel Castellano Brell                          | PP             | 14/06/2003            | --           |
| 2007–2011                     | María Isabel Castellano Brell                          | PP             | 16/06/2007            | --           |
| 2011–2015                     | María Isabel Castellano Brell                          | PP             | 11/06/2011            | --           |
| 2015–2019                     | Amparo Navarro Bargues                                 | PSPV-PSOE      | 13/06/2015            | --           |
| 2019-2023                     | Amparo Navarro Bargues                                 | PSPV-PSOE      | 15/06/2019            | --           |
| Des de 2023                   | n/d                                                    | n/d            | 17/06/2023            | --           |
| Fonts: Generalitat Valenciana |                                                        |                |                       |              |

## Monuments
- El Castell de Benissanó és un dels millor conservats del País Valencià. En 1987 va ser adquirit per Vidal Valle que, en 1996, el va vendre a l'Ajuntament. Les muralles de la vila formaven part d'un recinte circular anterior a la construcció del castell i també estan en bon estat de conservació. L'Església dels sants Reis original, d'estil gòtic, s'aixecà en la segona meitat del XV sobre la mesquita àrab. Fou derruïda en 1929 i en el seu lloc es va bastir l'actual, que conserva diverses obres d'art.

- Les Muralles. Es conserven part de les primitives muralles, amb algunes torrasses i els portals de València i Bétera i del Pou.

## Llocs d'interés
- Font de la Salut. Les seues aigües són utilitzades per a les afeccions hepàtiques, especialment la icterícia. Són molt estimades en tot el Camp de Túria.

## Festes i celebracions
- Cavalcada de Reis. El 6 de gener.
- Sant Antoni. El 17 de gener.
- Setmana Santa.
- Festes patronals. En honor de la Verge del Fonament, dels Dolors i a Sant Josep. Des de finals d'agost a principis de setembre.

## Fills il·lustres
Juan Gonzalo Gómez Deval (Benissanó, 1955): director i compositor.